# الفرقة المدرعة الحادية عشرة (سوريا)
```
الفرقة المدرعة الحادية عشرة
 هو 
تشكيل
 النخبة من 
الجيش السوري
.
[
1
]
 وفي عام 2019، شاركت الفرقة 11 في 
عملية فجر إدلب
.
[
2
]
```

## هيكل القيادة
الفرقة المدرعة الحادية عشرة (2019)
- الالوية المدرعة 60 و67 و 47
- اللواء الميكانيكي 87[3]
- أفواج المدفعية 135[4]

## التاريخ القتالي
في عام 1982، بعد معركة السلطان يعقوب في جنوب لبنان بين القوات السورية والإسرائيلية، استولى السوريون على 12 دبابة إسرائيلية من طراز M48 باتون احترقت احداها و بقي 11 دبابة ومن أجل ذلك أمر القائد العام الراحل الرئيس السوري حافظ الأسد العماد توفيق ماجد جلول بإنشاء فرقة مدرعة جديدة برقم 11.

## الحرب الأهلية السورية
الفرقة 11 مدرعات هي جزء من فيلق الجيش الثالث، حيث كانت فرقة مدرعة احتياطية وواحدة من أفضل الفرق المدرعة في الجيش السوري. دخلت في الخدمة الفعلية خلال الأزمة. شاركت الفرقة المدرعة الحادية عشرة لأول مرة في العمليات القتالية من خريف 2011 إلى ربيع 2012، عندما كانت جزءًا من هجوم الجيش في محافظة إدلب. حيث اسندت لقائد اللواء87 ميكا التابع لها مهمة السيطرة على معسكر وادي الضيف الاستراتيجي و اللذي صمد لعشرات المعاركة الضارية مثل البنيان المرصوص و زلزلة و الالف هاون و غيرها و بسبب استبسال حاميته اضطرت قوات المعارضة المسلحة لحفر نفق طويل اسفل المعسكر لاحداث تفجير ضخم موجود على يوتيوب بأسم تفجير حاجز الصحابة و نفق اخر تحت تلة السوادي و رغم ذلك لم يسقط المعسكر ، وبعدها بسنة و نصف استغل مسلحي المعارضة الظروف الجوية و الضباب الكثيف جدا و هاجموا معسكر وادي الضيف والحامدية مما ادى الى انسحاب حامية المعسكرين من اللواء ٨٧ ميكا و القوج ٥٥٦ قوات خاصة الى بلدة مورك بريف حماة و نجحت بذلك رغم فقدانها ل ٥٨ مقاتل من اصل ١٠٥٢ .
وفي عام 2015، شاركت الفرقة في حملة الربيع والخريف التي انتهت بهزيمة قوات الجيش وخسارة مدينة ومحافظة إدلب وسهل الغاب وجزء من محافظة حماة. وفي عام 2016، قادت الفرقة الهجوم المضاد للجيش السوري في حماة. في الهجوم المضاد شارك اللواء الميكانيكي 87 واللواء 47 من الفرقة 11. وفقدت الوحدة خلال العملية قائد اللواء ٨٧ العميد علي خلوف و قائد الفرقة في معركة اخرى في تدمر اللواء محسن مخلوف .
وفي عام 2017، شاركت الفرقة في هجومين حكوميين، استعاد خلالهما الجيش جميع الأراضي التي فقدها في السنوات السابقة. تسيطر وحدات من اللواء 87 على محور يمتد ل ٥٢ نقطة عسكرية بدءً من بلدة مورك بريف حماة وصولاً للبحوث العلمية بداية مدينة حلب مرورا ببلدات ريف حماة اللطامنة و المصاصنة و كفرزيتا و ريف ادلب مثل حيش و معرة النعمان المتنازع عليم بشدة منذ عام 2012. قُتل عدد من أفراد اللواء 87 في مداهمة نقطة التفتيش هناك في 3 مارس/آذار 2019. وفي الوقت نفسه، قاتل اللواءان 60 و67 والفوج 135 في الغالب على الحواف الشرقية لمحافظة حمص، خاصة حول تدمر وكذلك في جميع أنحاء دير الزور. منذ عام 2019، اعيد تنظيم الفرقة 11 بمساعدة وإشراف روسي.